# 多久安信

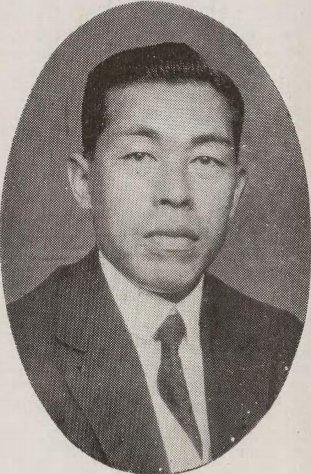
多久安信

多久 安信（たく やすのぶ、1890年（明治23年）1月7日 - 1959年（昭和34年）3月2日）は、日本の内務・警察官僚。官選県知事、東京市助役。

## 経歴
佐賀県出身。多久綱一郎の長男として生まれる。第一高等学校を卒業。1914年11月、文官高等試験行政科試験に合格。1915年、東京帝国大学法科大学政治学科を卒業。内務省に入省し三重県属となる。
1917年、三重県名賀郡長に就任。以後、京都府加佐郡長、京都府理事官・産業部農林課長、京都市助役、地方事務官・愛知県勤務、富山県書記官・学務部長、徳島県書記官・警察部長、福井県書記官・警察部長、和歌山県書記官・内務部長、警視庁書記官・官房主事、長崎県書記官・内務部長などを歴任。
1932年6月、青森県知事に就任。民間の電気事業の県営移行を推進。1934年8月、岡山県知事に転任。同年9月の室戸台風災害の復旧に尽力。1937年7月、千葉県知事に転任。県庁に軍需課を設置し、軍需品の供出、斡旋を担った。また、水害対策として手賀沼・印旛沼の放水路計画を推進。1939年1月、知事を退任した。同年に退官。その後、東京市教育局長、同助役を歴任した。
戦後、日本椎茸農業協同組合連合会名誉会長を務めた。

## 家族
- 父・多久綱一郎 ‐ 東京府士族[6]
- 先妻・シヅコ（1897-） ‐ 男爵西村精一の娘[7]
- 後妻・喜代子（1905-）[6]
- 長男・多久安英（1921-2013） ‐ 東芝EMI社長、東芝常務。京都市生まれ。東京大学経済学部卒業後、東京芝浦電気入社。[6][8][9]